# 大眼下銀漢魚
大眼下銀漢魚（学名：Hypoatherina macrophthalma）為輻鰭魚綱銀漢魚目銀漢魚科的其中一種，分布於西太平洋越南、泰國至巴布亞紐幾內亞及密克羅尼西亞海域，體長可達5.7公分，為熱帶海水魚，棲息在淺水域，生活習性不明。